# Acanella eburnea
Acanella eburnea är en korallart som först beskrevs av Pourtalès 1868.  Acanella eburnea ingår i släktet Acanella och familjen Isididae. Inga underarter finns listade i Catalogue of Life.